# Bende (Nigeria)
Pour les articles homonymes, voir Bende.
Bende (en Yoruba Agbègbè Ìjọba Ìbílẹ̀ Bende), est une zone de gouvernement local dans l'État d'Abia au Nigeria.

## Source
- (en) Cet article est partiellement ou en totalité issu de l’article de Wikipédia en anglais intitulé « Bende, Abia » (voir la liste des auteurs).